# Puslinch (Devon)
Puslinch – wieś w Anglii, w hrabstwie Devon, w dystrykcie South Hams.